# Snow Patrol
Snow Patrol – zespół muzyczny grający alternatywnego rocka założony w 1994 przez dwójkę studentów: Gary'ego Lightbody oraz Marka McClellanda.

## Historia
Początkowo zespół grał pod nazwą „Shrug”, zmienioną w 1995 na „Polar Bear” i ostatecznie zastąpioną w 1997 na „Snow Patrol”, ze względu na zbieżność nazw z amerykańskim zespołem. W 2005 Mark McClelland opuścił grupę.
Album zatytułowany Eyes Open osiągnął pierwsze miejsca w rankingach sprzedaży m.in. w Wielkiej Brytanii, Irlandii i Nowej Zelandii. Singel Chasing Cars, obecny na tym albumie, znalazł się wśród najczęściej ściąganych utworów iTunes, został również w wielu zestawieniach uznany za jeden z najpopularniejszych utworów 2006 roku. W 2007 z zespołu odszedł Michael Morrison.
Zespół wystąpił w Polsce 6 sierpnia 2009 jako support podczas koncertu U2 w Chorzowie oraz 13 czerwca 2012 w Gdańsku.
W 2018 roku nowym wokalistą grupy został Johnny McDaid znany z występów w zespole Vega4 i współpracy z Paulem van Dykiem (śpiewa m.in. w utworze Time of our lives z 2004 roku, który otwiera płytę van Dyka o nazwie Reflections). Od tej pory zespół miał dwóch wokalistów.
W listopadzie 2011 ukazał się album Fallen Empires. W 2013 z zespołu odszedł Tom Simpson.

## Skład
- Mark McClelland – gitara basowa, keyboard (1994–2005)
- Michael Morrison – perkusja (1994–1996)(do 2007)
- Gary Lightbody – wokal, gitara (od 1994)
- Paul Wilson – gitara basowa (od 2005)
- Jonny Quinn – perkusja (od 1997)
- Nathan Connolly – gitara (od 2002)
- Tom Simpson – keyboard (2005–2013), (jako muzyk koncertowy 1997–2005)
- Johnny McDaid – wokal (od 2011), (jako muzyk koncertowy 2007–2011)

## Dyskografia

### EP-ki
- Starfighter Pilot (1997, wyd. Electric Honey)
- Live and Acoustic at Park Ave. (2005, wyd. Polydor Records)

### Albumy

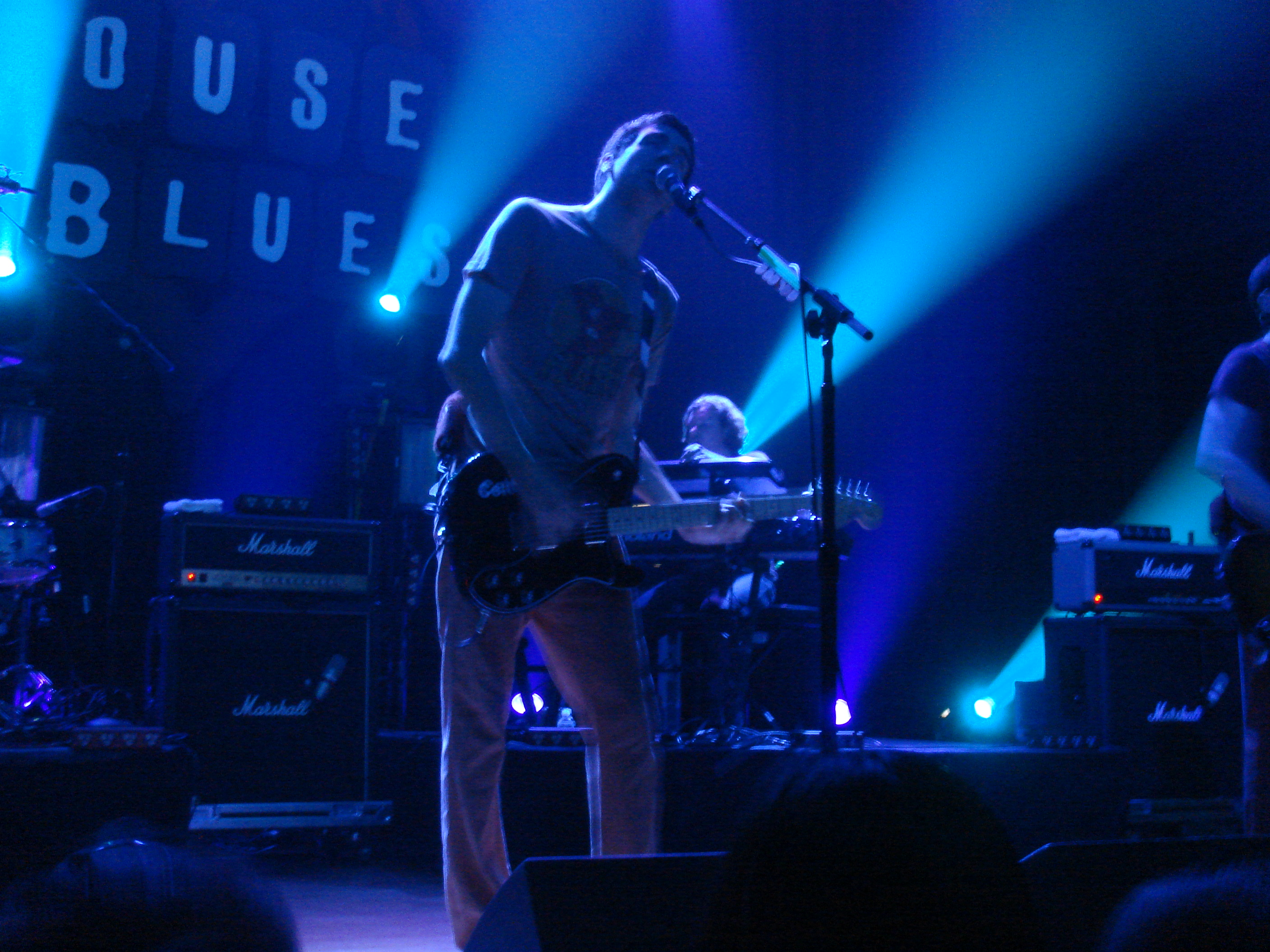
Gary Lightbody na scenie

- Songs for Polarbears (31 sierpnia 1998, wyd. Jeepster Records/Never Records,  #143 UK)
- When It's All Over We Still Have to Clear Up (5 marca 2001, wyd. Jeepster Records, #129 UK)
- Final Straw (4 sierpnia 2003, wyd. Black Lion, Polydor Records, Fiction Records, Interscope Records, #1 Irlandia, #3 UK, #91 USA)
- Eyes Open (1 maja 2006, wyd. Interscope Records,  #1 Irlandia, #1 Wielka Brytania, #1 Australia, #1 Nowa Zelandia, #19 Kanada, #19 Niemcy, #27 USA)
- A Hundred Million Suns (23 października 2008, wyd. Polydor Records/A&M Records)
  - Singiel promujący: "Take Back the City" (10 października 2008)
- Up To Now (6 listopada 2009, wyd. Fiction Records, Interscope Records)
  - Singiel promujący: "Just Say Yes" (23 października 2008)
- Fallen Empires (11 listopada 2011, wyd. Fiction Records, Interscope Records,  #1 Irlandia, #1 Holandia, #3 Wielka Brytania, #23 Flandria, #24 Australia, #27 Dania, #28 Region Waloński)

### Single
| Rok  | Piosenka                                         | Wielka Brytania (UK Singles Chart) | Wielka Brytania (UK Download) | Stany Zjednoczone (Billboard Hot 100) | Stany Zjednoczone (Modern Rock Tracks) | Stany Zjednoczone (Hot Digital Songs) | Stany Zjednoczone (Pop 100) | Irlandia (Irish Singles Chart) | Niemcy (Media Control Charts) | VH1 Top 20 | Australia (ARIA Singles Chart) | Brazylia (Hot 100 Brazil) | Album                                        |
| ---- | ------------------------------------------------ | ---------------------------------- | ----------------------------- | ------------------------------------- | -------------------------------------- | ------------------------------------- | --------------------------- | ------------------------------ | ----------------------------- | ---------- | ------------------------------ | ------------------------- | -------------------------------------------- |
| 1998 | "Little Hide"                                    | -                                  | -                             | -                                     | -                                      | -                                     | -                           | -                              | -                             | -          | -                              | -                         | Songs for Polarbears                         |
| 1998 | "One Hundred Things You Should Have Done in Bed" | 157                                | -                             | -                                     | -                                      | -                                     | -                           | -                              | -                             | -          | -                              | -                         | Songs for Polarbears                         |
| 1998 | "Velocity Girl/Absolute Gravity"                 | 177                                | -                             | -                                     | -                                      | -                                     | -                           | -                              | -                             | -          | -                              | -                         | Songs for Polarbears                         |
| 1999 | "Starfighter Pilot"                              | 161                                | -                             | -                                     | -                                      | -                                     | -                           | -                              | -                             | -          | -                              | -                         | Songs for Polarbears                         |
| 2000 | "Ask Me How I Am"                                | 116                                | -                             | -                                     | -                                      | -                                     | -                           | -                              | -                             | -          | -                              | -                         | When It's All Over We Still Have to Clear Up |
| 2001 | "One Night Is Not Enough"                        | 105                                | -                             | -                                     | -                                      | -                                     | -                           | -                              | -                             | -          | -                              | -                         | When It's All Over We Still Have to Clear Up |
| 2003 | "Spitting Games"                                 | 54                                 | 39                            | -                                     | 39                                     | -                                     | -                           | -                              | -                             | -          | -                              | -                         | Final Straw                                  |
| 2004 | "Run"                                            | 5                                  | 38                            | -                                     | 15                                     | -                                     | -                           | -                              | -                             | 19         | -                              | -                         | Final Straw                                  |
| 2004 | "Chocolate"                                      | 24                                 | 96                            | -                                     | 40                                     | -                                     | -                           | -                              | -                             | -          | -                              | -                         | Final Straw                                  |
| 2004 | "Spitting Games (reedycja)"                      | 23                                 | -                             | -                                     | -                                      | -                                     | -                           | -                              | -                             | -          | -                              | -                         | Final Straw                                  |
| 2004 | "How to Be Dead"                                 | 39                                 | -                             | -                                     | -                                      | -                                     | -                           | -                              | -                             | -          | -                              | -                         | Final Straw                                  |
| 2006 | "You're All I Have"                              | 7                                  | 6                             | -                                     | 27                                     | -                                     | -                           | 21                             | -                             | 9          | -                              | -                         | Eyes Open                                    |
| 2006 | "Hands Open"                                     | -                                  | -                             | -                                     | 21                                     | -                                     | -                           | 18                             | -                             | -          | -                              | -                         | Eyes Open                                    |
| 2006 | "Chasing Cars"                                   | 6                                  | 2                             | 5                                     | 8                                      | 3                                     | 6                           | 1                              | 8                             | -          | -                              | -                         | Eyes Open                                    |
| 2006 | "Set the Fire to the Third Bar"                  | 18                                 | 22                            | -                                     | -                                      | -                                     | -                           | 26                             | -                             | -          | -                              | -                         | Eyes Open                                    |
| 2007 | "Open Your Eyes"                                 | 26                                 | 32                            |                                       | -                                      | 18                                    | -                           | -                              | -                             | -          | -                              | 8                         | Eyes Open                                    |
| 2007 | "Shut Your Eyes"                                 | -                                  | -                             |                                       | -                                      | -                                     | -                           | -                              | 15                            | -          | -                              | -                         | Eyes Open                                    |
| 2007 | "Signal Fire"                                    | 4                                  | 3                             | 65                                    | -                                      | -                                     | -                           | 1                              | -                             | -          | 22                             | -                         | Spider-Man 3: The Official Soundtrack        |
| 2008 | "You Could Be Happy"                             | 184                                | -                             | -                                     | -                                      | -                                     | -                           | -                              | -                             | -          | -                              | -                         | Eyes Open                                    |
| 2008 | "Take Back the City"                             | 6                                  | -                             | 32                                    | -                                      | -                                     | -                           | 4                              | 42                            | -          | 33                             | -                         | A Hundred Million Suns                       |
| 2008 | "Crack the Shutters"                             | -                                  | -                             | -                                     | -                                      | -                                     | -                           | -                              | -                             | -          | -                              | -                         | A Hundred Million Suns                       |
| 2009 | "If There's a Rocket Tie Me to It"               | -                                  | -                             | -                                     | -                                      | -                                     | -                           | -                              | -                             | -          | -                              | -                         | A Hundred Million Suns                       |
| 2009 | "Just Say Yes"                                   | 15                                 | -                             | -                                     | -                                      | -                                     | -                           | 6                              | -                             | -          | -                              | -                         |                                              |
| 2011 | "Called Out In The Dark"                         | -                                  | -                             | -                                     | -                                      | -                                     | -                           | -                              | -                             | -          | -                              | -                         | Fallen Empires                               |

### DVD
- Live at Somerset House (2004)

### Kompilacje
- It's a Cool Cool Christmas (2003)
- The Trip Created by Snow Patrol (2004)